# 일본어의 문어
일본어의 문어(일본어: 文語 분고(bungo)[*])는 헤이안 시대의 구어를 토대로 하고 있으므로, 태평양 전쟁 이전에서도 일상 회화에서는 사용되지 않았다. 문어는 원칙적으로 역사적 가나 표기법으로 쓰여졌다. 문어는 구어에 없는 어구나 문법을 가진다. 특히 용언의 활용에 현저하나, 일본어를 모어로 하는 사람의 경우, 감각적으로 습득가능한 문어적 표현도 있다.
현대 일본어의 문장어(文章語)는 메이지 이후에 언문일치운동과 태평양 전쟁 이후에 GHQ가 추진한 일본어 간소화정책으로 인하여, 입말에 가까워졌다. 그러나 태평양 전쟁 이전에는 공문서류를 중심으로 문어(文語)가 널리 사용되었다.

## 특징

### 장점
- 풍류적, 예술적이다.
- 문체가 장황하지 않아,속독에 적합하다.
- 구어와 달리, 중요한 것을 쓸 때 생각하고 나서 표현하게 되므로, 신중을 기하게 된다.
- 구어와 달리, 시간의 변화에 구애받지 않으며, '말의 혼란'이 쉽게 생기지 않는다.

### 단점
- 옛말이므로, 현대적 감각과 동떨어져 있다. 구어와 같은 단어지만 다른 의미를 지니는 말이 있어 의미의 혼동이 발생하기 쉽다.
- 별도로 문어를 학습하지 않은 사람에게는 이해가 어렵다.

## 종류
넓은 의미의 일본어 문어는 아래와 같이 분류한다.
- 화문체(和文體): 헤이안 시대 중기의 구어에 근거한 것으로 당대의 작가인 무라사키 시키부(紫式部)나 세이 쇼나곤(淸少納言)등의 작품이 대표적이다. 중세 이후 오로지 문자 언어로서 문학 작품 등에 만 쓰인 것을 가리켜 특히 의고문(擬古文)이라고 부른다. 현재도 고문 교육의 중심으로 다루고 있으며, 단카(短歌)·하이쿠(俳句) 등에서 오늘날에도 널리 쓰이고 있다.

- 소로분(候文): 문장 말미에 정중함을 나타내는 조동사 '候'를 덧붙이는 문체로서 가마쿠라 시대 이후부터 쓰이기 시작했다. 화문체의 '데스·마스체(です·ます體)'와 같은 것으로 비교되며 서간문을 중심으로 메이지·다이쇼 시대까지 쓰였다.

- 한문(漢文): 본래 춘추전국시대의 입말을 바탕으로 한 고대 중국 문어이지만, 일본에서는 이를 독자적으로 궁리하여 일본어로 바꿔 읽는(훈독)을 개발했으며, 공문서, 한시 등에서 쓰였다. 또 한문을 일본어순으로 하고 한자만으로 쓰여진 변체 한문체(變體漢文體)도 쓰였다.

- 한문 훈독체(漢文訓讀體): 한문을 훈독하여 한자가나혼용으로 풀어쓰거나, 또는 처음부터 이 형태로 쓴 문체이다. 화문체에 비해 단순하고 정형적이며, 태평양 전쟁 이전에 제정된 법률 등의 문체도 이것에 가깝다.

- 화한 혼효체(和漢混淆體): 한문 훈독체와 화문체를 섞은 문체이다. 《헤이케 모노가타리(平家物語)》 등의 군기물(軍記物)등이 대표적이다.

- 선명체(宣命體): 주로 나라 시대의 일본어의 선명(宣命 미코토노리[*])[1]을 한자로 써서 표기한 것이다. 의미에 해당하는 한자외에, 조사나 어미등은 음을 나타내는 작은 한자(만요가나)로 표기하였다. 후에 노리토[2](祝詞)도 선명체로 쓰였다.

- 보통문(普通文): 메이지 시대 이후에 사용된 문체. 종래의 한문 훈독체에 고문(古文)·의고문·소식문(消息文) 등을 합쳐 법령의 문장·교과서나 신문·잡지 등에 사용되었다.

## 같이 보기
- 상대 일본어
- 문어 (언어)